# Župna crkva sv. Ivana Bosca u Zagrebu
Župna crkva Isusova Uskrsnuća katolička je crkva izgrađena 1939. godine. Nalazi se u naselju Podsused u Zagrebu. Izgradili su je salezijanci kao duhovni centar za rad s mladima. Crkva je bila posvjećena 14. ožujka 1965. godine. U potresu 22. ožujka 2020. godine crkva je znatno oštećena, te je nakon potresa obnovljena.

## Povijest i arhitektura
Autor projekta za izgradnju crkve je arhitekt Zvonimir Požgaj. Smještena je na brežuljku u Podsusedu, a pred njom je formiran trg. Koncipirana je kao kubus sa dvostrešnim krovom, a uz prednje je pročelje postavljena vertikala zvonika. Ulazno pročelje je jednostavno i moderno oblikovano s kamenom bazom i okvirom s reljefom Don Bosca s dječacima. Stilski crkva se može uvrstiti u kasnu modernu arhitekturu.
Unutrašnjost crkve je jednobrodna, s drvenim stropom i velikim korom. Glavni je oltar izrađen od punog bračkog kamena, kao i krstionica s lijeve strane svetišta. U crkvi se nalaze dva pokrajna oltara s postamentima za kipove Srca Isusova i Marije Pomoćnice. Nacrte za postamente izradila je kiparica profesorica Lojzika Ulman. Deset vitraja s likovima svetaca darovi su pojedinaca ili katoličkih društava. U crkvi se nalazi i križni put koji je djelo akademskog kipara Stanka Gašpareca – salezijanca. Postaje križnog puta neobično su interpretirane kao mozaik traka koja se nalazi na bočnim stranama lađe.

## Galerija
- Ulaz u crkvu s reljefom koji prikazuje Don Bosca
- Oltar izrađen od bračkog kemena
- Kip Marije i Isusa, pokrajni oltar
- Vitraji s likovima svetaca i drveni strop
- Mozaik traka, postaje križnog puta